# Saison 2023-2024 du Marseille Hockey Club
 (janvier 2025).
Si vous disposez d'ouvrages ou d'articles de référence ou si vous connaissez des sites web de qualité traitant du thème abordé ici, merci de compléter l'article en donnant les références utiles à sa vérifiabilité et en les liant à la section « Notes et références ».
 (janvier 2025).
- Si vous ne connaissez pas le sujet, laissez ce bandeau (vous pouvez alors contacter les auteurs).
- Si vous supprimez le contenu mis en cause (vous pouvez préalablement contacter les auteurs),

argumentez précisément cette suppression dans la page de discussion
(un manque de référence n'est pas un argument ; une recherche réelle de référence doit avoir été effectuée, être formellement documentée).
Saison précédente Saison suivante
La saison 2023-2024 du Marseille Hockey Club est la douzième de l'histoire du club. La première en Synerglace Ligue Magnus.

L'équipe est entraînée par Luc Tardif Junior.

## Avant-saison
Arrivés en tête de la poule de relégation début avril, les Spartiates ont sauvé leur place en Division 1. Après une saison délicate sportivement, le club ambitionne une participation aux play-offs pour la saison à venir. L'effectif se compose avec notamment 4 joueurs en licence bleue venant de Gap mais aussi 4 nouveaux renforts étrangers. 12 arrivées pour 12 départs alors que l'avenir de certains joueurs sont encore inconnus. Pourtant à la fin du mois de mai, une nouvelle vient changer tous les plans. Les Scorpions de Mulhouse sont mis en liquidation judiciaire. Pour faire face à cette perte, la fédération se tourne vers les clubs de Division 1 ayant déposé un dossier. En concurrence avec Nantes, c'est finalement Marseille qui est retenu. Le 8 juin, la fédération officialise la présence de Marseille en Ligue Magnus.
Au moment de l'annonce, l'effectif était déjà bien avancé avec quasiment une vingtaine de joueurs annoncés. Ce changement de division entraîne des ajustements dans l'effectif. Initialement reconduits, Maxime Leroux ou Benjamin Villiot quittent finalement l'équipe. Annoncés comme recrues, le gardien Tristan Mongellaz et le Canadien Kolten Olynek ne rejoignent pas le club finalement. Couplés aux départs déjà actés de Chausserie-Laprée, qui quitte le club après 4 saisons pour les Diables rouges de Briançon, Nalliod-Izacard, qui lui met de côté sa carrière de joueur pour se consacrer au hockey mineur ou encore de Deshaies venu jouer le pompier de service en février qui raccroche une bonne fois pour toutes. Entre les cadres et les imports étrangers qui ne sont pas renouvelés à l'exception du tchèque Adam Gajarský, seuls 4 joueurs restent dans l'équipe après cette promotion.
Avec des arrivées officialisées avant la montée en Magnus, les Tchèques Machac et Kadlec sont confirmés, tout comme le Canadien Éric Léger qui évoluait déjà en Ligue Magnus l'an passé. Du côté des Français, le club continue de miser sur la jeunesse avec les arrivées en défense de Buttin, Cirgues, Djigaouri et Roussel, certains venaient avec déjà une bonne expérience de la Division 1, d'autres pour prendre de la confiance après une saison délicate en Ligue Magnus, ils auront l'occasion de se révéler dans une équipe peu expérimentée.
Dans les filets, Gourdin qui devait faire la saison en tant que titulaire voit arriver un ancien international slovaque, 2 fois MVP du championnat élite tchèque et 2 fois vainqueur de cette même compétition en la personne de Marek Čiliak.
Dans le secteur offensif le club réussit à faire venir plusieurs joueurs français aguerris à la Ligue Magnus ou au niveau international, Bryan Ten Braak est le premier annoncé, ancien de Mulhouse il a subi la liquidation des Scorpions mais rebondit chez leur remplaçant, il sera accompagné de l'international Fabien Colotti ou encore de Nicolas Ruel qui après avoir croisé la route de Spartiates en Division 2 puis en Division 1 (respectivement sous les couleurs de Villard-de-Lans et Briançon) vient renforcer le club marseillais. Pour donner de l'expérience au groupe, le joueur russe d'expérience Guennadi Stoliarov qui a notamment disputé plus de 500 matchs en KHL est recruter. En défense, les Spartiates recrutent deux joueurs plus expérimentés avec l'international letton Roberts Kaļķis et Tyler Rockwell un américain qui sort de deux saisons en ECHL.
Enfin, dernière recrue et pas des moindres à rejoindre l'équipe marseillaise avec la signature de Teddy Da Costa, 8 championnats du monde disputés avec la France, 2 Ligues Magnus et pas moins de 12 saisons en PHL l'élite polonaise. Après les premiers matchs amicaux, le staff fait quelques ajustements dans l'effectif, Gajarský et Léger ne sont pas conservés et les Spartiates recrutent à la place Jan Dufek ancien international tchèque et son compatriote Filip Dvořák. Une semaine après le début de la saison régulière, le club libère également Buttin de son contrat. Pour le remplacer, le club recrute un second défenseur américain en la personne de Tommy Parran qui rejoint le club début octobre. Après plusieurs blessures durant le mois d'octobre, le club recrute le suédois David Åslin qui signe ses débuts de trois buts et une passe en deux matchs.

### Matchs amicaux
5 matchs amicaux sont au programme des Spartiates. Les Marseillais commenceront leur préparation dans les Alpes face aux Rapaces de Gap avant de poursuivre avec les réceptions de Nice et des Patriotes de l'UQTR. Pour finir ils participeront à la Riviera Cup du côté de Nice.

## Effectif
| No    | Nom                    | Nat. | Position       | Arrivée                                 |
| ----- | ---------------------- | ---- | -------------- | --------------------------------------- |
| +001, | Marek Čiliak           |      | Gardien de but | 2023 - HC Kometa Brno                   |
| +033, | Florian Gourdin        |      | Gardien de but | 2022 - Sangliers Arvernes de Clermont   |
| +008, | Maurice Zwikel         |      | Défenseur      | 2023 - Rapaces de Gap U17               |
| +009, | Louis Cirgues          |      | Défenseur      | 2023 - Rapaces de Gap                   |
| +022, | Tyler Rockwell         |      | Défenseur      | 2023 - Kalamazoo Wings                  |
| +026, | Guillaume Roussel      |      | Défenseur      | 2023 - Gothiques d'Amiens               |
| +037, | Roberts Kaļķis         |      | Défenseur      | 2023 - Iisalmen Peli-Karhut             |
| +061, | Tommy Parran           |      | Défenseur      | 2023 - Manchester Storm                 |
| +065, | Sasha Djigaouri        |      | Défenseur      | 2023 - Éléphants de Chambéry            |
| +066, | Mathieu Buttin         |      | Défenseur      | 2023 - Remparts de Tours                |
| +082, | Colin Morillon         |      | Défenseur      | 2020 - Diables rouges de Briançon       |
| +005, | Patrik Machač          |      | Centre         | 2023 - HC Dynamo Pardubice B            |
| +015, | Maxence Leroux         |      | Centre         | 2021 - Pionniers de Chamonix Mont-Blanc |
| +016, | Fabien Colotti – A     |      | Centre         | 2023 - Boxers de Bordeaux               |
| +017, | Bryan Ten Braak        |      | Ailier         | 2023 - Scorpions de Mulhouse            |
| +019, | Aurélien Serres        |      | Ailier         | Prêt - Rapaces de Gap                   |
| +021, | Martin Kadlec          |      | Ailier         | 2023 - SC Kolín                         |
| +023, | Lucas Colombin         |      | Ailier         | 2023 - Rapaces de Gap                   |
| +029, | Nicolas Ruel           |      | Centre         | 2023 - Gothiques d'Amiens               |
| +044, | Jan Dufek              |      | Ailier         | 2023 - HC Kometa Brno                   |
| +071, | Guennadi Stoliarov – A |      | Ailier         | 2023 - Iougra Khanty-Mansiïsk           |
| +077, | Teddy Da Costa – C     |      | Centre         | 2023 - TH Unia Oświęcim                 |
| +086, | David Åslin            |      | Ailier         | 2023 - Ringerike Panthers               |
| +091, | Paul Siraudin          |      | Ailier         | Prêt - Brûleurs de loups de Grenoble    |
| +093, | Filip Dvořák           |      | Centre         | 2023 - HC Kometa Brno                   |

## Tenues utilisées par l'équipe
| Tenue domicile | Tenue extérieur | Tenue spéciale Coupe de France |

## Statistiques

### Statistiques collectives
| Compétition      | Débute au tour  | Termine        | Matches joués | Victoires | Victoires prl/tab | Défaites | Défaites prl/tab | Buts pour | Buts contre | Différence |
| ---------------- | --------------- | -------------- | ------------- | --------- | ----------------- | -------- | ---------------- | --------- | ----------- | ---------- |
| Saison Régulière | -               | -              | 44            | 19        | 4                 | 20       | 1                | 114       | 111         | +3         |
| Play-offs        | 1/4 de finale   | 1/4 de finale  | 7             | 2         | 1                 | 3        | 1                | 13        | 20          | -7         |
| Coupe de France  | 1/16e de finale | 1/8e de finale | 2             | 1         | 0                 | 1        | 0                | 3         | 6           | -3         |
| Total            | -               | -              | 53            | 22        | 5                 | 24       | 2                | 130       | 137         | -7         |

## Résumé de la saison
Après une intersaison très animée, les Spartiates démarrent la saison par une belle victoire contre leur partenaire historique des Rapaces de Gap devant une patinoire qui frôle le guichet fermé. Il s'ensuit une rencontre disputée où les Spartiates ont tenus la dragée haute aux champions en titre les Dragons de Rouen. La suite de la saison est intéressante pour un promu avec les Spartiates qui alternent victoires et défaites tout en restant en haut du classement (longtemps dans le top 4). Assez réguliers, les Spartiates ne dépasse pas les trois défaites consécutives, cependant ils bloquent sur le même chiffre pour les séries de victoires. En fin de saison régulière, les Spartiates l'emportent à domicile face aux Gothiques d'Amiens pour leur 3e guichet fermé de la saison et entérinent leur 5e place au classement général.
En Coupe de France l'aventure a été plus courte puisque les hommes de Luc Tardif n'ont affrontés que des équipes de Ligue Magnus et échouent à Grenoble (futur vainqueur) en 1/8e de finale.
Au lendemain de la fin de la saison régulière, la Ligue Magnus tient une cérémonie de remise de récompense. Les Spartiates remportent ainsi 4 prix. Le gardien slovaque Marek Čiliak remporte le trophée Jean-Ferrand de meilleur gardien tandis que Luc Tardif reçoit quant à lui le trophée Camil-Gélinas du meilleur entraîneur, les deux hommes sont les principaux artisans de la saison réussie des Spartiates et sont ainsi mis en avant. Le club reçoit deux autres trophées récompensant l'équipe marketing et communication du club avec le trophée Innovation Marketing pour les affiches de matchs produites au cours de la saison et le trophée de l'Engagement Citoyen pour une action menée conjointement avec l'association Clean my Calanques sur une mobilisation pour aller ramasser des déchets dans les calanques marseillaises.
En play-offs, les Spartiates se retrouvent face aux Boxers de Bordeaux. Les Spartiates ouvrent le score lors du premier match avant de subir un passage à vide en encaissant 4 buts en 8 minutes. Après la perte du premier match, les Spartiates réagissent bien en s'imposant à Mériadeck au match 2. À domicile, les hommes de Luc Tardif vivent un schéma similaire avec une défaite 5-2 dans le premier match avant d'égaliser une nouvelle fois dans la série. Au match 5, les Spartiates ne perdent pas leur moyens et vont s'imposer en fusillade en Aquitaine. Les Spartiates ont une occasion unique de l'emporter à domicile lors du match 6 mais devant une patinoire à guichets fermés, les Marseillais n'y arrivent pas et s'incline 4-0. L'ultime match de la série est serré, les Spartiates mènent longtemps au score avant de se faire rejoindre en fin de match. Ils perdent également leur gardien Marek Čiliak dans les 2 dernières minutes du temps réglementaire. En prolongation les hommes d'Olivier Dimet profitent d'une erreur de relance pour marquer à la 8e minute.
La saison des Spartiates s'achève donc en quart de finale et à une 6e place finale en Ligue Magnus.

## Joueurs en sélections nationales
Maurice Zwikel est sélectionné durant la saison avec l'équipe de France des moins de 18 ans. Il participe aux deux premiers stages de la saison. Fabien Colotti est convoqué pour le rassemblement de Novembre avec l'équipe de France sénior mais doit décliner la proposition pour cause de blessure, il dispute ses premiers matchs internationaux de la saison lors du tournoi d'Épinal. Roberts Kaļķis fait lui partie du groupe élargie de la Lettonie pour les Championnats du monde. Il dispute notamment les premiers matchs amicaux face à l'Autriche.
| Joueur         | Équipe     | Compétition          | PJ | B | A | Pts | Pun |
| -------------- | ---------- | -------------------- | -- | - | - | --- | --- |
| Fabien Colotti | France     | Matchs amicaux       | 2  | 0 | 0 | 0   | 2   |
| Roberts Kaļķis | Lettonie   | Matchs amicaux       | 7  | 2 | 0 | 2   | 0   |
| Maurice Zwikel | France U18 | Ch. du monde U18 D1B | 5  | 1 | 1 | 2   | 4   |
| Maurice Zwikel | France U18 | Matchs amicaux       | 9  | 1 | 2 | 3   | 2   |